# Horváth Timót József
Horváth Timót József (Zalaegerszeg, 1788. március 25. – Zalaegerszeg, 1844. október 20.) Szent Benedek-rendi áldozópap és tanár.

## Élete
1804. október 31-én lépett a rendbe és a teológiát Pannonhalmán végezte. 1811. augusztus 22-én szentelték föl. Gimnáziumi tanár volt 1811-18-ban Esztergomban, 1818-1822-ben Sopronban, 1822-28-ban Komáromban; 1828-32-ben Pápán igazgató és házfőnök, majd 1832 és 1844 között Csanakon adminisztrátor. Meghalt 1844-ben mint a komáromi rendház lelki igazgatója.

## Munkái
- In laudem cels. principis Pauli Esterházy de Galantha, regni Hungariae quondam palatini. 1819. Sopronii
- Ode in natalem gloriose regnantis Francisci I. augustissimi regis Hungariae, ad diem 12. Febr. 1819. Sopronii
- Ode, qua Soproniensis poëta pro feriis autumni discessurus extremum vale suis commilitonibus dicens inducitur 1820. die 15. Sept. Spronii
- Ode honoribus illustr. ac rev. domini Thomae Kováts archiabbatis oblata a reg. minore gymnasio Papensi occasione sollemnis installationis 1830. Jaurini

Levele Horvát Istvánhoz. Sopron, 1819. szept. 11. (a Magyar Nemzeti Múzeum kézirattárában).